# Universitetet i Oslo
Universitetet i Oslo (forkortet UiO) (latin: Universitas Osloensis), i Norges hovedstad Oslo, er med omkring 27.500 studenter, omkring 7.000 ansatte, 8 fakulteter, 2 museer og 10 forskningscentre det ældste, næststørste og mest ansete universitet i Norge. Det blev grundlagt i 1811 som Det Kgl. Frederiks Universitet (opkaldt efter Frederik 6. af Danmark og Norge), og blev omdøbt til dagens navn i 1939.
Sammen med universiteterne i København, Uppsala og Lund er Universitetet i Oslo et af Nordens største universiteter. I 2020 blev det rangeret som nr. 60 blandt verdens fremmeste universiteter af Academic Ranking of World Universities.

## Historie
Fra det startede sin undervisning sommeren 1813, gik der elleve år før det forelå en "fundats" – en universitetslov, der regulerede universitetets virksomhed. Først i 1824 sanktionerede kongen fundatsen. På samtlige ordinære storting – i 1816, 1818 og 1821 – var der truffet beslutning om en universitetsfundats, men kongen personligt nægtede at stadfæste den. I samtiden mente man, at Karl Johans modvilje mod at tiltræde skyldtes universitetets navn. Stortinget stod fast på, at universitetet skulle beholde det navn, det havde fået i 1812 til minde om sin stifter. I 1820 skrev Karl Johan i et brev til grev Sandels: "Den afdøde konge (Karl 13. af Sverige) nægtede at give sit samtykke til, at universitetet skulle bære kongen af Danmarks navn. Jeg har af samme grund afslået," skrev Karl Johan.
Allerede i 1910 omtalte psykiater Ragnar Vogt psykoanalysen, og Freud glemte aldrig, at universitetet i Kristiania var det første europæiske universitet, der fandt hans lære værdig at forelæses over.
Indtil 1946 var universitetet Norges eneste. I 2017 blev universitetet rangeret som det bedste i Norge, med en 142.plads i verdensmålestok (global world ranking).

## Anden verdenskrig
I november 1943 var studenterne i harnisk, da det forlød, at NS-studenter fik forrang. 28. november blev der sat ild til aulaen. Mange var sikre på, at det var tysk provokation, mens tyskerne mente, branden var påsat af modstandsbevægelsen (hvad der senere viste sig at være rigtigt). Josef Terboven gik ind for hårde represalier, men SS- und Polizeiführer Norwegens, Wilhelm Rediess, fik ham talt bort fra det. I stedet for blev de enige om at arrestere studenterne. Modstandsbevægelsen blev dog advaret af sin kontaktmand i den tyske overkommando, oberstløjtnant Theodor Seltzer. Takket være Seltzers information blev der trykket løbesedler natten igennem. Disse blev fordelt på læsesalene, og over 2.000 studenter gik i dækning. Nogle hundrede vendte dog tilbage til læsesalene, hvor de blev arresteret for at omskoleres til SS-soldater. Flere blev arresteret hjemme, og til sidst var 1.200 studenter stuet ind i aulaen, hvor Rediess fortalte dem, at de skulle til en uddannelseslejr i Tyskland. Men aktionen var aldrig diskuteret med myndighederne i Berlin, som var dybt uenige i den. Goebbels noterer i sin dagbog, at Hitler var meget misfornøjet. Også Himmler var vred over, at hans planer om at indrullere op mod 60.000 frivillige blev vanskeliggjort. Rediess måtte så til Berlin for at forklare sig for Hitler, hvorefter henved halvdelen af de arresterede studenter blev løsladt. Alligevel blev en gruppe sendt sydpå 9. december; et omfattende omskoleringsprogram skulle gøre dem til gode SS-mænd, for så at sendes hjem med den opgave at omvende andre nordmænd til nazismen. Efter et halvt år blev projektet dog opgivet som mislykket. Totalt over 700 norske studenter var en tid deporteret til Tyskland; af disse mistede sytten livet, enten under fangenskabet eller efter hjemkomsten.

## Fakulteter
- Det teologiske fakultet (TF)
- Det juridiske fakultet (JF)
- Det medisinske fakultet (MED)
- Det humanistiske fakultet (til 2005: Det historisk-filosofiske fakultet) (HF)
- Det matematisk-naturvitenskapelige fakultet (Matnat)
- Det odontologiske fakultet
- Det samfunnsvitenskapelige fakultet (SV)
- Det utdanningsvitenskapelige fakultet (UV)

## Notable ansatte og alumni

### Ansatte
Nogle af de notable ansatte, som har arbejdet på universitetet er:
- Vilhelm Aubert (Professor i sociologi)
- Fredrik Barth (Professor i social antropologi)
- Jon Bing (Professor i jura; pioner inden for informatikret)
- Nils Christie (Professor i kriminilogi)
- Ole-Johan Dahl (Professor i Computer Science)
- Tove Stang Dahl (Professor i jura)
- Ragnar Frisch (Professor i økonomi)
- Ivar Giæver (Professor i fysik)
- Johan Galtung (Professor i Freds- og Konfliktstudier; grundlægger af forskningsområdet)
- Victor Goldschmidt (Professor i mineralogi g petrografi, grundlægger af geokemi og krystalkemi)
- Erik Grønseth (Professor i sociologi, grundlægger af norsk familiesociologi)
- Francis Hagerup (Professor i jura)
- Viggo Hagstrøm (Professor i jura)
- Odd Hassel (Professor i kemi)
- Harriet Holter (Professor i social psykologi)
- Trygve Haavelmo (Professor i økonomi)
- Thomas Mathiesen (Professor i sociologi)
- Fridtjof Nansen (Professor i zoologi)
- Arnved Nedkvitne (Professor i historie)
- Arne Næss (Professor i filosofi; grundlægger af dybdeøkologi)
- Trygve Reenskaug (Professor i informatik)

### Alumni
- Niels Henrik Abel (1802–1829) – matematiker, matematikprisen Abelprisen er navngivet efter ham
- Gro Harlem Brundtland – tidligere statsminister i Norge
- Elisabeth Erke (born 1962), norsk/samisk politiker
- Åse Kleveland – sanger og politiker
- Fridtjof Nansen – polarforsker og nobelprismodtager
- Harrison Schmitt – tidligere amerikansk astronaut
- Petrit Selimi – viceminister i udenrigsministeriet i Kosovo
- Baldwin Spencer – tidligere premierminister på Antigua og Barbuda
- Jens Stoltenberg – tidligere statsminister i Norge og generalsekretær i NATO
- Andreas Thorud - fodboldspiller
- Thor Heyerdahl – Etnograf og eventyrer
- Kåre Willoch – tidligere statsminister i Norge
- Arne Treholt – Spion for Sovjetunionen